# Зимке, Эрл
Эрл Фредерик Зимке (16 декабря 1922 г. — 15 октября 2007 г.) — американский военный историк. Известен, в основном, работами по  Второй мировой войне и особенно войне на восточном фронте.

## Биография
Родился 16 декабря 1922 года в Милуоки, штат Висконсин, служил в морской пехоте во время Второй мировой войны. Выучив японский язык, служил на Тихом океане. Сражался в битве при Пелелиу,  был награжден медалью «Пурпурное сердце» за ранения, полученные при штурме Окинавы.
В конце войны служил в Тяньцзине, Китай. После увольнения воспользовался Законом о правах военнослужащих, чтобы получить высшее образование, и в 1951 году получил степень доктора философии в Висконсинском университете.
С 1951 по 1955 год он работал в Бюро прикладных социальных исследований Колумбийского университета, а в период с 1955 по 1967 год был официальным историком Управления военной истории армии США в Вашингтоне, округ Колумбия.
В 1967 году поступил на работу в Университет Джорджии в качестве штатного профессора, а в 1977 году получил должность профессора-исследователя. В 1993 году вышел на пенсию в качестве почетного профессора- исследователя.
Время от времени выступал в качестве эксперта Министерства юстиции США на судебных процессах по военным преступлениям, связанным с Холокостом. Был членом различных исторических обществ, таких как Ассоциация по изучению Второй мировой войны.
В 1973 году министр армии Говард Каллауэй вручил Зимке медаль за выдающиеся гражданские заслуги.
Умер 15 октября 2007 года и похоронен на Арлингтонском национальном кладбище. У него остались вдова Ида Мэй Сальтенбергер Зимке и дочь Кэролайн Ф. Зимке.

## Избранная библиография
- Battle for Berlin: End of the Third Reich, Ballantine Books; 2nd edition 1972, ASIN B000KK7YVS
- The U.S. Army in the Occupation of Germany, 1944-1946 Архивировано 9 июня 2017 года., U.S. Army Center of Military History, 1975, ASIN B0006CN1NK
- The Soviet Juggernaut, Time-Life Books, 1980, ISBN 978-0809433896
- Stalingrad to Berlin: The German Defeat in the East, Dorset Press, 1986, ISBN 978-0880290593, (Online version - transcribed and formatted by Jerry Holden for the HyperWar Foundation)
- Moscow to Stalingrad: Decision in the East, Hippocrene Books, March 1989, ISBN 978-0880292948 (Online version - transcribed and formatted by Jerry Holden for the HyperWar Foundation)
- German Report Series: German Northern Theatre Of Operations 1940-45, 2003, Naval and Military Press, 2009 (reprint of 2003 edition), ISBN 978-1843425038
- The Red Army, 1918-1941: From Vanguard of World Revolution to US Ally, Frank Cass, 2004, ISBN 978-0714655512